# Maliattha separata
Maliattha separata är en fjärilsart som beskrevs av Walker 1863. Maliattha separata ingår i släktet Maliattha och familjen nattflyn. Inga underarter finns listade i Catalogue of Life.